# Pina de Ebro
Pina de Ebro es un municipio y localidad española de la provincia de Zaragoza, en la comunidad autónoma de Aragón. Perteneciente a la comarca de la Ribera Baja del Ebro, cuenta con una población de 2446 habitantes (INE 2024).

## Geografía
Integrado en la comarca Ribera Baja del Ebro, se sitúa a 40 km de la capital aragonesa. El término municipal está atravesado por la autopista AP-2 y la carretera N-2 entre los pK 358 y 375.  
El relieve está determinado por la depresión del Ebro, río que discurre por el sur de la localidad, de oeste a este. Se encuentran también algunas elevaciones aisladas en la transición hacia la zona desértica de Los Monegros (la más elevada recibe el nombre de Purburell, de 417 m de altitud, cerca de Bujaraloz) y en el extremo nororiental se alza la sierra de Alcubierre, que en esta zona llega a los 570 m. El pueblo se alza en la zona más baja, a 161 m sobre el nivel del mar, si bien el río abandona el municipio a una altitud de 150 m.  
Su temperatura media anual es de 14,9 °C y tiene una precipitación anual de 350 mm. 
| Noroeste: Villafranca de Ebro          | Norte: Monegrillo y Castejón de Monegros (Huesca) | Noreste: La Almolda |
| Oeste: Osera de Ebro y Fuentes de Ebro |                                                   | Este: Bujaraloz     |
| Suroeste: Quinto                       | Sur: Gelsa                                        | Sureste: Sástago    |

En la zona oriental del término municipal se encuentra «La Retuerta», un intrincado conjunto de barrancos de fondo plano, en cuyas cimas y laderas destaca un sabinar, uno de los últimos ejemplos de esta formación forestal en Aragón. El conjunto es un sabinar pinar que crece, a modo de isla, en las tierras deforestadas que conforman el centro de la depresión del Ebro. Mientras que los pinos carrascos se encuentran la cima de los cerros y las partes altas, los fondos de valle están ocupados por la sabina albar.

## Historia

### Edad Media
El territorio de Pina fue reconquistado a los musulmanes por Alfonso I el Batallador en 1127. Del período comprendido entre 1134 y 1198 se conocen los nombres de seis tenientes: Jordán, García Ortiz, Gostio, Ortiz Ortiz, Jordán de Pina y Martín Pérez de Villel. Por otra parte, las órdenes militares tuvieron importantes intereses en esta localidad. La de San Juan de Jerusalén instaló en ella una encomienda cuyo primer comendador fue Domingo de Ricla, siendo su primera mención del año 1184, mientras que la Orden del Temple tuvo también numerosas posesiones.
En 1164 se concedió a Pina el término de las tierras y fueros de población. Y en 1174, Alfonso II dio Pina como regalo de bodas a su esposa, Sancha de Castilla, lo que volvió a ocurrir 57 años más tarde con Jaime I y su esposa. Una gran riada acaecida en 1259 arrasó la localidad y este último monarca hizo entrega de terrenos más adentro para reedificar el nuevo pueblo, eximiendo a la población de pagar la contribución durante un período de dos años. Hay constancia de que, en 1350, la peste negra —que desde el este peninsular había llegado a Zaragoza a finales de 1348— dejó despoblados lugares como El Rebollar, Talavera y la Mechana del Figueral.
En el siglo XV, el futuro rey Fernando II de Aragón, luego conocido como el Católico, descansó en Pina dos días antes de su coronación. En 1492, en Pina se organizó la jurisdicción señorial que comprendía, además de la propia Pina, Alcubierre, Monegrillo, Cinco Olivas, Torres y Barbués. Dicha organización duraría hasta 1851.

### Edad Moderna y Contemporánea

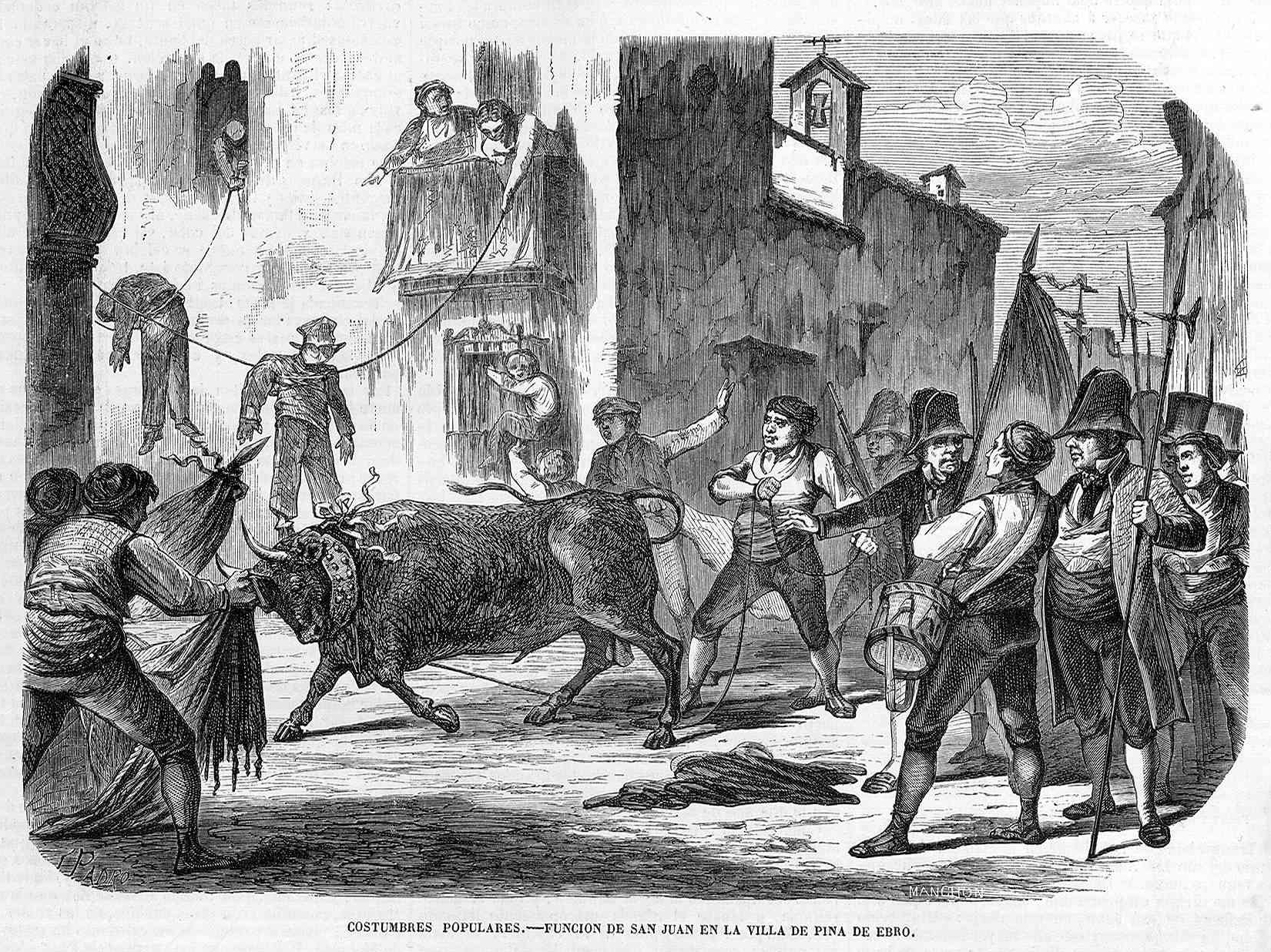
«Costumbres populares, función de San Juan en la villa de Pina de Ebro» (El Museo Universal, 1863).

En 1557, la peste volvió a azotar Pina, hecho que se repetiría en 1652 y 1835. A comienzos de la Edad Moderna, la población de Pina era tanto cristiana como musulmana; en el censo llevado a cabo en 1495, más del 40 % de los hogares pertenecían a moriscos. En 1588 se produjo una matanza de moros en la localidad, siendo asesinadas unas 700 personas.
Durante el siglo XIX, Pina sufrió los avatares de las distintas guerras que sufrió el país. En 1808, durante a Guerra de la Independencia, fue tomada por los franceses. Y durante las Guerras Carlistas, un batallón de milicianos convirtió en fortaleza el palacio de los Condes de Sástago (1836); pero tres años más tarde, las huestes de Ramón Cabrera atacaron a los milicianos de la localidad y quemaron el palacio. En 1840, Pina fue el centro de aprovisionamiento de los nacionales que fueron a la conquista de Morella. 
En 1835, se crea el partido judicial de Pina, teniendo a ésta como capital de dieciocho pueblos. Pascual Madoz, en su Diccionario geográfico-estadístico-histórico de España de 1845, refiere que Pina «cuenta con 430 casas, antiguas y de sólida construcción, en las que se incluyen la del ayuntamiento y cárcel; un palacio del Conde de Sástago que en la guerra de la independencia sirvió de fuerte a los franceses». Comenta también la existencia, en su término, del despoblado de Alcalá «que fue un lugar de moros», situado entre Pina y Gelsa, y que había sido abandonado en 1610. En cuanto a la economía, la localidad producía trigo, cebada, maíz, vino y aceite; poseía dos molinos harineros, varios de aceite y tres hornos de pan cocer. Con el final del siglo XIX llegó a Pina el ferrocarril y el primer tren pasó por el municipio en 1884.
Durante la Guerra Civil, Pina fue foco de numerosos combates entre ambos bandos. La destrucción de la iglesia parroquial del pueblo atestigua la crudeza de los mismos. La columna Durruti, en su intento de conquistar Zaragoza, tomó Bujaraloz, La Almolda y Osera, donde quedó detenido su avance; la columna anarcosindicalista permaneció atrincherada en Pina de Ebro.

## Demografía
Pina de Ebro cuenta con una población de 2446 habitantes (INE 2024).
| Gráfica de evolución demográfica de Pina de Ebro entre 1842 y 2021 |
| |
| Población de derecho según los censos de población del INE Población de hecho según los censos de población del INEEn estos censos se denominaba Pina: 1842, 1857, 1860, 1877, 1887, 1897, 1900, 1910, 1920, 1930, 1940, 1950, 1960, 1970 y 1981 |

En el fogaje de 1495 —censo del Reino de Aragón ordenado por el rey Fernando el Católico—, Pina figura con 157 hogares, lo que equivale a una población aproximada de 650 habitantes. Ya en el siglo XIX, el censo de España de 1857 registra 3009 habitantes para Pina, el municipio más poblado del partido judicial homónimo. La evolución demográfica de Pina a lo largo del siglo XX se caracteriza por su estabilidad, siempre por encima de los 2000 habitantes; en 2020, la localidad contaba con 2391 habitantes.

## Símbolos

### Escudo
Escudo cuadrilongo de base redondeada, que trae de oro, tres piñas bajas, bien ordenadas, con los carpelos de sinople, fileteados de plata. Al timbre, corona real abierta. Fue aprobado el 30 de noviembre de 2004.

### Bandera
La bandera de Pina de Ebro es un paño amarillo de proporción 2 de alto por 3 de ancho, con tres piñas bajas, dos en lo alto y una en lo bajo, con los carpelos verdes, fileteados de blanco. Fue aprobada el 30 de noviembre de 2004.

## Administración y política
| Periodo   | Nombre                       | Partido | Partido                                            |
| --------- | ---------------------------- | ------- | -------------------------------------------------- |
| 1979-1983 | José Antonio Pérez Páramo    |         | Unión de Centro Democrático (UCD)                  |
| 1983-1987 | José Antonio Pérez Páramo    |         | Partido Aragonés (PAR)                             |
| 1987-1995 | Julián Mermejo               |         | Partido de los Socialistas de Aragón (PSOE-Aragón) |
| 1995-2003 | Manuel Cebollero             |         | Partido Popular de Aragón (PP)                     |
| 2003-2007 | José Zumeta Usón             |         | Partido de los Socialistas de Aragón (PSOE-Aragón) |
| 2007-2015 | María Teresa Martínez Toledo |         | Partido de los Socialistas de Aragón (PSOE-Aragón) |
| 2015-2019 | Marisa Fanlo Mermejo         |         | Chunta Aragonesista (CHA)                          |
| 2019-2023 | Mercedes Abós Murillo        |         | Partido de los Socialistas de Aragón (PSOE-Aragón) |
| 2023-act. | Pablo Blanquet Abós          |         | Partido Popular de Aragón (PP)                     |

| Partido político    | Partido político                                   | 2003   | 2007   | 2011   | 2015   | 2019   | 2023   |
| Partido político    | Partido político                                   | Ediles | Ediles | Ediles | Ediles | Ediles | Ediles |
|                     | Partido Popular de Aragón (PP)                     | 2      | 2      | 3      | 4      | 4      | 5      |
|                     | Partido de los Socialistas de Aragón (PSOE-Aragón) | 7      | 4      | 4      | 3      | 4      | 3      |
|                     | Chunta Aragonesista (CHA)                          | 2      | 4      | 3      | 3      | 2      | 2      |
|                     | Ciudadanos (CS)                                    | —      | —      | —      | —      | —      | 1      |
|                     | Asociación Vecinal de Pina de Ebro (AVP)           | —      | —      | —      | 1      | —      | —      |
|                     | Partido Aragonés (PAR)                             | 0      | 1      | 1      | —      | 1      | —      |
| Total de concejales | Total de concejales                                | 11     | 11     | 11     | 11     | 11     | 11     |

## Patrimonio

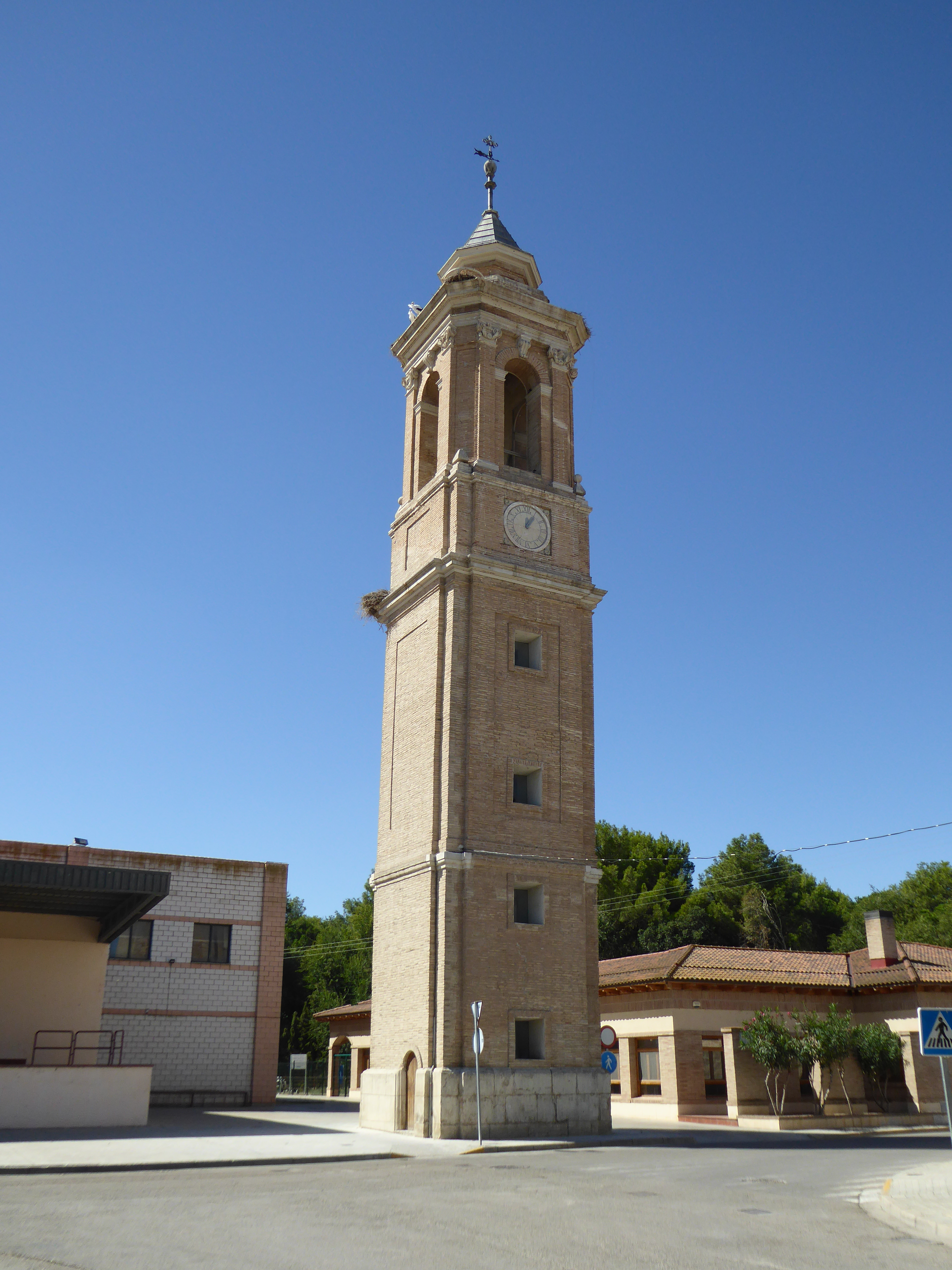
Torre de la iglesia de Santa María, único resto de la antigua iglesia parroquial destruida durante la Guerra Civil

En Pina de Ebro destaca su gran plaza rectangular, con el quiosco de música en medio y el antiguo convento de San Francisco. Este último es un conjunto formado por la iglesia y el claustro, construido entre 1530 y 1539 bajo el mecenazgo de los condes de Sástago. La iglesia, dedicada a Santa María la Mayor, es una construcción sobria y modesta que parte de una base mudéjar sobre la que se introdujeron elementos renacentistas en el claustro, y posteriormente barrocos, ya que la iglesia fue ampliada en esa época. El templo original se levantó sobre una planta de nave única de dos tramos, pero en la reforma realizada en el siglo XVII se amplió la nave tres tramos. El claustro se levanta sobre una planta cuadrada organizada en dos pisos abiertos a un patio central.
La casa consistorial, también situada en la anterior plaza, es un palacete de tres plantas del siglo XVI (1570-1590).
Por su parte, la Torre Vieja, restaurada a finales del siglo XX, es el único vestigio de la antigua iglesia parroquial, destruida durante los bombardeos de la Guerra Civil. Conformada por dos cuerpos y rematada en chapitel, constituye un símbolo del pueblo. Está construida en ladrillo sobre un pequeño zócalo de dos hiladas de sillares. Tiene cuatro cuerpos de planta cuadrangular, el último de los cuales tiene los ángulos achaflanados y remate piramidal de carácter clasicista.
Otro edificio religioso es la ermita de San Gregorio, a unos tres kilómetros del centro urbano en dirección a Los Monegros. Edificada en el siglo XVII, consta de una sola nave. Se alza sobre un promontorio desde donde se observa una amplia panorámica.

## Fiestas
- El 17 de enero se festeja San Antón.
- El 3 de febrero, en la festividad de San Blas, se le dedica un «dance» al santo. Este dance es uno de los más antiguos de la provincia de Zaragoza, ya que data del siglo XVI.
- El 9 de mayo tiene lugar la fiesta de San Gregorio, segundo patrón de la localidad. A él se le pide su bendición para los cultivos del campo y también se le reza para que llueva. Se complementa con una romería a la ermita con carrozas engalanadas.
- El 24 de junio se celebra la festividad de San Juan. Se lleva a cabo la tradicional fiesta del «Toro de Sogas», declarada de Interés Turístico Regional. Rememora una leyenda del primer tercio del siglo XII, durante la Reconquista, según la cual, en la noche de San Juan, cuando los cristianos iban a sacar en procesión al santo titular y no pudieron hacerlo por la presencia de los árabes, apareció un toro bravo de gran cornamenta que arremetió contra los infieles, quienes huyeron de la población despavoridos. Tiempo después, se acordó llevar un toro en la procesión abriendo camino a la peana del santo, para de esta forma rendirle tributo.[21]
- El patrón de la localidad, San Roque, se celebra el 16 de agosto. Entre los actos de las fiestas cabe destacar la presentación de las majas, la jota, los fuegos artificiales, las verbenas y las vaquillas.[22]
- El 29 de septiembre se festeja San Miguel.
- El tercer fin de semana de noviembre se celebran las cenas de quintos, en las cuales, las personas se reúnen por año de nacimiento y cenan juntos para posteriormente salir de fiesta con todo el resto del pueblo.